# 紅斑刺海麒麟
紅斑刺海麒麟（學名：  Jorunna rubescens）是海蛞蝓的一個属，屬於圓盤海麒麟科的一個無殼海洋裸鰓類腹足纲软体动物。

## 分佈
本物種的模式產地位於菲律宾，但也見於台灣沿岸。

## 外部連結
- 維基物種上的相關：紅斑刺海麒麟